# Jevgenija Medvedeva (konståkare)
För längdskidåkaren, se Jevgenija Medvedeva-Arbuzova.
Jevgenija Armanovna Medvedeva (ryska: Евгения Армановна Медведева), född den 19 november 1999 i Moskva, är en rysk konståkare, som endast 16 år gammal vann både europamästerskapet i damernas konståkning och därefter världsmästerskapet i damernas konståkning 2016. Samma år blev hon även Grand Prix Final-mästare (2015–2016) i Barcelona och rysk mästare. Året före; 2015 vann hon juniorvärldsmästerskapen och Grand Prix-finalen för juniorer (2014–2015). 2017 blev hon återigen världsmästare med ett nytt världsrekord.